# Italdesign Giugiaro
Italdesign-Giugiaro S.p.A (более известная как Italdesign) — инжиниринговая компания, частное конструкторское бюро и одно из самых известных в мире среди себе подобных., которая в основном, известна своими дизайн-проектами для автомобильной отрасли, а также рядом проектов в области промышленного дизайна (FMCG, бытовая техника и т.д.) Штаб-квартира компании располагается в Монкальери (Италия). Сегодня Italdesign известна благодаря работе её филиала Giugiaro Design — знаменитая своим проектированием автомобилей, которая также предлагает услуги по проектированию продукции, управлению проектами, стилю, упаковке, моделированию, прототипированию и тестированию. Помимо автомобилей, Джуджаро также разрабатывал дизайн корпусов фотоаппаратов фирмы Nikon, мобильных телефонов Telit, спроектировал Лунгомаре ди Порто Санто Стефано в Тоскане, компьютерных прототипов компании Apple, а также создал новую форму пасты «Marille».

## История
Джорджетто Джуджаро и Альдо Мантовани основали в 13 февраля 1968 года в Монкальери (Италия) компанию Studi Italiani Realizzazione Prototipi SpA, которая в конечном итоге стала Italdesign. Volkswagen и Italdesign имеют партнёрскую историю совместной работы, берущую начало в 1970-х годах. Ещё тогда бывший председатель Volkswagen AG Фердинанд Пиех летом 1972 года проходил стажировку в Italdesign, изучая инженерное дело и дизайн.
В мае 2010 года Italdesign продала 90,1% своих акций бренду Lamborghini Holding SpA, которая в свою очередь является дочерней компанией Audi AG, которая входит в состав Фольксваген Групп. Стоимость продажи компании не разглашается. Семья Джуджаро сохранила за собой право собственности на оставшиеся 9,9% акций. Джорджетто Джуджаро и его сын Фабрицио Джуджаро продолжали играть активную роль в компании до июля 2015 года, после было объявлено, что Джорджетто Джуджаро ушел и продал оставшиеся акции Audi AG. В 2015 году Джорджио и Фабрицио Джуджаро основали в Турине дизайн-студию GFG Progetti, которая занимается разработкой концепций дизайна электромобилей преимущественно по поручению китайских компаний.
В рамках группы Volkswagen Group — Руперт Штадлер является председателем правления, а Йорг Асталош — генеральным директором.

## Дочерние компании
После широкомасштабного сотрудничества с SEAT, начавшегося ещё в 1980-х годах, Italdesign в 1992 году создала новую фирму Diseño Industrial Italdesign Srl в родном городе SEAT Барселоне, Испания, для проектирования и изготовления моделей, мастер-моделей и прототипов для испанского производства. Эта дочерняя компания сегодня известна как Italdesign Giugiaro Barcelona SL. В 2017 году компания основала дочернюю компанию, занимающуюся производством коллекционных автомобилей. Новый бренд, получивший название ITALDESIGN AUTOMOBILI SPECIALI, будет представлен на всех автомобилях, выпускаемых сверхмалыми сериями и предназначенных для избранных коллекционеров. Первым автомобилем, который будет произведён, станет Zerouno, выпущенный всего пятью экземплярами.
Italdesign приобрела SALLIG, компанию, основанную в 1960 году, которая разрабатывает и производит матрицы из акрила, чугуна и замака для прототипов автомобильной, авиационной и бытовой техники.
Italdesign приобрела ETM (Engineering Technologies Methods), компанию, основанную в 1984 году, которая создаёт силиконовые прототипы, позволяющие перейти от акрилового прототипа к более усовершенствованному прототипу с характеристиками, аналогичными готовому продукту.

## Галерея дизайна
- Italdesign Zerouno Duerta
- Italdesign Zerouno Duerta
- Вагон метро Копенгагена
- BMW M1 1978
- DeLorean DMC 12 (1981)
- Lotus Esprit
- Maserati Bora
- Maserati Merak

## Деятельность
Italdesign были задействованы в разработке широкого спектра концепт-каров, а также производстве автомобилей с момента основания компании в 1968 году. Компания занимается разработкой дизайна автомобилей по всему миру, многие сделки и проекты из которых являются "коммерческой тайной". Сейчас одним из популярных клиентских рынков является Китай. Работает в качестве субподрядчика c многими мировыми брендами

| - Alfa Romeo Alfasud - Alfa Romeo Scighera - Alfa Romeo Brera - Alfa Romeo Spider - Aztec—1988 Convertible - BMW Nazca C2 - BMW Nazca C2 Spider - Brilliance BS6 - Bugatti EB118 Concept - Bugatti EB218 Concept - Chevrolet Corvette—2003 Moray Concept - Daewoo Leganza - Daewoo Matiz - Daewoo Lanos - Daewoo Kalos Dream Concept - Daewoo Kalos - De Lorean DMC-12 - Ferrari GG50 | - Fiat 850 Sport Coupe - Fiat Grande Punto - Fiat Panda 1980 - Fiat Punto 1993 - Fiat Sedici - Fiat Uno - Ford Mustang—1965 by Bertone, Giugiaro 2007 - FSO Polonez — in 1978 - Hyundai Pony - Hyundai Sonata - Isuzu Piazza - Italdesign Parcour - Lamborghini Calà - Lancia Delta - Lancia Megagamma - Lotus Esprit—1972 Concept - Maserati 3200 GT - Maserati Coupe | - Maserati Quattroporte - Morris Ital - Quaranta Concept - Scighera - Saab 9000 - SsangYong New Actyon (C200 Concept) - SsangYong Rexton - Suzuki SX4 - Subaru SVX - SEAT Toledo - Toyota Alessandro Volta - Toyota Aristo / Lexus GS - Volkswagen Golf Mk1 - Volkswagen Käfer - Volkswagen Scirocco Mk 1 - Volkswagen Nardo Concept - Zastava Florida |

## Промышленные проекты
Italdesign Giugiaro проектирует сельскохозяйственную технику (трактора Lamborghini), железнодорожный транспорт, автобусы, грузовики (Scania, MAN), фотоаппараты и другие предметы повседневного обихода, сидения, интерьеры транспортных средств, спортивное оборудование и многое другое.

## Собственники
25 мая 2010 года 90,1% акций Italdesign Giugiaro было выкуплено итальянской Lamborghini Holding, чьей материнской компанией является Audi AG, в свою очередь входящая в состав концерна Volkswagen Group. Таким образом, собственником проектного бюро фактически стал немецкий Volkswagen. Оставшаяся доля акций принадлежит семье одного из основателей фирмы Italdesign Джорджетто Джуджаро.
По итогам сделки руководитель подразделения автомобильного дизайна Italdesign Giugiaro Фабрицио Джуджаро заявил, что все текущие проекты, не относящиеся к заданиям от концерна Volkswagen Group, будут выполнены в полном объёме и на условиях коммерческой тайны.